# Ковила пухнастолиста
Ковила́ пухнастоли́ста (Stipa dasyphylla) — багаторічна рослина родини тонконогових. Вид занесений до Червоної книги України і Росії, угруповання (формація) — до Зеленої книги України.  Декоративна та кормова культура.

## Опис
Трав'яниста рослина, що утворює щільні дернини, гемікриптофіт. Коренева система мичкувата. Стебла нечисленні, сірувато-зелені, 30-80 см заввишки. Листки вузькі (завширшки 2-3 мм), вздовж складені, інколи плоскі, досить густо опушені зверху та вкриті м'якшими волосками знизу. Язички нижніх листків завдовжки 1-3 мм, стеблових — 4-5 мм.
Суцвіття — вузька, стиснута волоть, що складається з нечисленних одноквіткових колосків. Її довжина становить 15-20 см. Нижня квіткова луска завдовжки 18-22 мм, біля основи опушена, вище має сім смужок волосків, з двічі колінчастозігнутим остюком, який зберігається при достиганні плодів. Остюк 35-45 см завдовжки, в нижній частині закручений, голий, у верхній — білопірчастий, вкритий волосками до 6 мм завдовжки, крайова смужка на ньому не доходить до основи на 1 мм. Плід — зернівка.

## Життєвий цикл
Розмножується виключно насінням. Квітне у травні-липні протягом 2 тижнів, запилюється вітром. Плодоносить у червні-липні. Плодоношення рясне. Насіння розповсюджується вітром, зернівка заглиблюється в ґрунт за допомогою обертальних рухів пірчастого остюка. 

## Екологія
Вид світлолюбний, помірно посухостійкий, потребує високого вмісту кальцію, тяжіє до кам'янистих ділянок і ґрунтів полегшеного механічного складу. Полюбляє еродовані звичайні чорноземи, підстелені крейдою, карбонатними лесами, вапняками, пісковиками. Зростає у сухих ковилових, ковилово-типчакових (рідше — різнотравно-ковилових) степах, на узліссях та галявинах байрачних дібров, де нерідко віддає перевагу схилам північного напрямку. Зрідка може траплятися у заростях чагарників, на солонцюватих ділянках степу, де займає пониження рельєфу. Найчастіше зростає у вигляді окремих дернин і лише в кам'янистих степах Донецького кряжа може панувати у травостої разом з ковилою Залеського, найкрасивішою та вузьколистою.

## Поширення
Ковила пухнастолиста належить до казахстансько-європейської флори. Ареал цього виду охоплює Центральну і Східну Європу, Передкавказзя, Західний Сибір, південь Уралу та північ Казахстану. На південь від понизь Дону ця рослина стає рідкісною. В Україні трапляється переважно у степовій зоні, хоча окремі популяції знаходять серед лісостепу, наприклад, на Придніпровській та Подільській височинах.

## Природоохоронний статус
Вид занесений до Червоної книги України. Категорія охорони: «вразливий». Більшість виявлених популяцій складається з окремих дернин, кількість яких помітно зменшується на пасовищах. Лише на заповідних територіях ковила пухнастолиста може утворювати невеликі ділянки з суцільним покривом. На чисельність виду негативно впливають надмірне випасання, розорювання земель, весняні пали, збір квітів, неспроможність конкурувати з бур'янами. В Україні охороною цієї ковили займаються наступні заповідники: Канівський, Луганський (філії «Стрільцівський степ» і «Провальський степ»), Український степовий (філії «Кам'яні Могили» та «Хомутовський степ»). В Росії вид охороняється в Хоперському, Центрально-Чорноземному, Ростовському, Башкирському, Ільменському заповідниках.
Формація ковили пухнастолистої (Stipeta dasyphyllae) занесена до Зеленої книги України. Категорія охорони: 2 (рідкісний тип асоційованості степових домінуючих видів); домінант (ковила пухнастолиста) та співдомінанти (ковила волосиста і ковила Лессінга) занесені до Червоної книги України; (домінування рідкісного, обмеженого в сучасному поширенні виду ковили). Статус угруповання: перебувають під загрозою зникнення (характеризуються різким скороченням ареалу і можуть зникнути, якщо продовжиться дія антропогенних чинників, що негативно впливають на їх стан).

## Практичне значення
Ковила пухнастолиста добре поїдається худобою. Рослина також приносить користь запобігаючи подальшій руйнації еродованих малопотужних ґрунтів. Її суцвіття з пірчастими остюками використовують для складання сухих букетів, водночас вирощування цього виду нескладне, отже він придатний для поширення як декоративний. Станом на 2014 рік ця ковила культивується лише в Донецькому ботанічному саду. У культурі цей вид стійкий, дає самосів, 10 % сіянців квітнуть уже на другий рік розвитку, а решта — на третьому році життя.

## Синоніми
- Stipa dasyphylla (Lindem.) Czern. ex Roshev.
- Stipa pennata var. dasyphylla Lindem.
- Stipa villifolia Simonk. ex Roshev.[1]